# Vol Aria Air 1525
Le vol Aria Air 1525 était un vol intérieur iranien régulier qui s'est écrasé lors de l'atterrissage à l'aéroport de Mashhad en Iran le 24 juillet 2009.

## Appareil impliqué
L'avion impliqué était un Iliouchine Il-62M, immatriculé UP-I6208. L'avion est entré en service chez Interflug le 1er juin 1989 immatriculé DDR-SEY. Le 3 octobre 1990, il a été réenregistré D-AOAM, servant avec Interflug jusqu'en juillet 1991, date à laquelle il a été vendu à Aeroflot et réenregistré CCCP-86578. En janvier 1993, à la suite de la scission des anciens actifs soviétiques d'Aeroflot, il est devenu une partie de la flotte d'Uzbekistan Airways et en mars 1993, il a été réimmatriculé UK-86578. Au début des années 2000, l'avion a été retiré du service. En octobre 2007, il a été loué à DETA Air (en) du Kazakhstan, réimmatriculé UN-86509 puis en juillet 2008 UP-I6208. Il a été loué à Aria Air en mars 2009.

## Accident
L'accident s'est produit à 18 h 10, heure avancée de l'Iran (15 h 40 CET). L'avion a dépassé la piste à grande vitesse et s'est écrasé à l'extérieur du périmètre de l'aéroport, la zone du nez totalement détruite et reposant sur sa queue. Il n'y a pas eu d'incendie. Seize personnes ont été tuées. Parmi les morts se trouvaient treize membres d'équipage et trois passagers, dont le PDG d'Aria, Mehdi Dadpay. Il y avait 157 survivants sur un total de 173 personnes à bord.
L'avion aurait dérapé hors de la piste. La zone du poste de pilotage de l'avion a été détruite par l'impact avec le mur d'enceinte de l'aéroport. Dix-neuf personnes auraient été blessées dans l'accident. Le temps était bon au moment de l'accident, le METAR en vigueur à l'époque indiquant « METAR OIMM 241300Z 08014KT CAVOK 34/M03 Q1012 A2989 ». Cela se traduit par METAR pour l'aéroport international de Mashhad, émis le 24 du mois à 13h00 UTC, vent à 14 nœuds (26 km/h), direction du vent 080° ; plafond et visibilité OK ; température 34 °C ; point de rosée -3 °C ; altimètre 1012 millibars ou 29,89 pouces de mercure.[7] L'avion a atterri avec un vent de travers,,.

## Cause

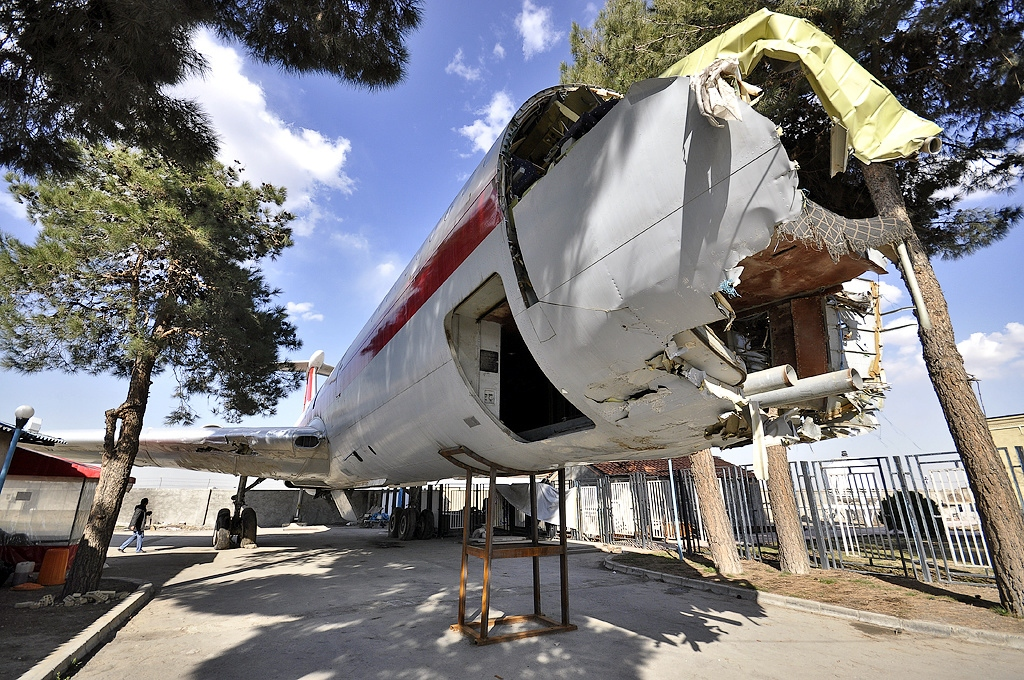
L'épave de l'appareil accidenté, ici photographié deux ans après le crash.

Selon l'enquête de l'Organisation de l'aviation civile iranienne, la vitesse d'approche le long de la trajectoire de descente était de 325 km/h (200 mph, 175 nœuds), soit environ 50 km/h (30 mph, 25 nœuds) de plus que la vitesse recommandée[réf. nécessaire]. Des mesures correctives auraient pu être prises, mais les systèmes d'inverseur et de spoiler du moteur n'ont pas été utilisés correctement pour réduire la vitesse[réf. nécessaire].
À la suite de l'accident, le certificat d'exploitation aérienne d'Aria Air a été suspendu jusqu'à la fin de l'enquête.